# Palomino
Palomino é uma casta de uva branca da família da Vitis vinifera, muito popular em Espanha e na África do Sul, sendo conhecida mundialmente como principal uva utilizada para a produção de xerez.
É típica da região de Jerez de la Frontera e apesar de vigorosas e resistentes a doenças, quando plantadas fora da região produzem vinhos sem graça e sem a acidez necessária.
A palomino possui sabor e aroma neutros e por esta falta de expressão são as uvas ideais para a composição do xerez.  Não é uma boa uva para vinhos de mesa.